# Thiên Tiễn
Thiên Tiễn (chữ Hán: 天箭, nghĩa là 'mũi tên trời'; tiếng Latinh: Sagitta, nghĩa là 'mũi tên') là một chòm sao mờ trên bầu trời bán cầu bắc và là chòm sao có diện tích nhỏ thứ ba. Đây là một trong 48 chòm sao Ptolemy và là một trong 88 chòm sao hiện đại được Liên đoàn Thiên văn Quốc tế công nhận. Mặc dù được xác định từ thời cổ đại nhưng Thiên Tiễn không có sao nào có cấp sao nhỏ hơn 3 (cấp sao càng nhỏ thì sao càng sáng và ngược lại).
Gamma Sagittae là sao sáng nhất trong chòm sao Thiên Tiễn với cấp sao biểu kiến là 3,47. Đây là một sao khổng lồ đỏ già đang lạnh đi và giãn nở với khối lượng bằng khoảng 90% khối lượng Mặt Trời và bán kính gấp 54 lần bán kính Mặt Trời. Delta, Epsilon, Zeta và Theta Sagittae là các hệ nhiều sao gồm các sao thành viên có thể quan sát được qua kính viễn vọng nhỏ. V Sagittae là một sao biến quang biến động lớn (cataclysmic variable star), là hệ sao đôi gồm một sao lùn trắng có khả năng hút vật chất và bồi tụ khối lượng từ sao đồng hành. V Sagittae dự kiến sẽ trở thành tân tinh phát ra ánh sáng đỏ (luminous red nova), nhanh chóng trở thành sao sáng nhất trong Dải Ngân Hà và thành một trong những sao sáng nhất trên bầu trời Trái Đất vào khoảng năm 2083. Ít nhất bốn hệ sao trong Thiên Tiễn đã xác nhận là được ngoại hành tinh quay quanh, trong khi 15 Sagittae có một sao lùn nâu đồng hành.

## Lịch sử

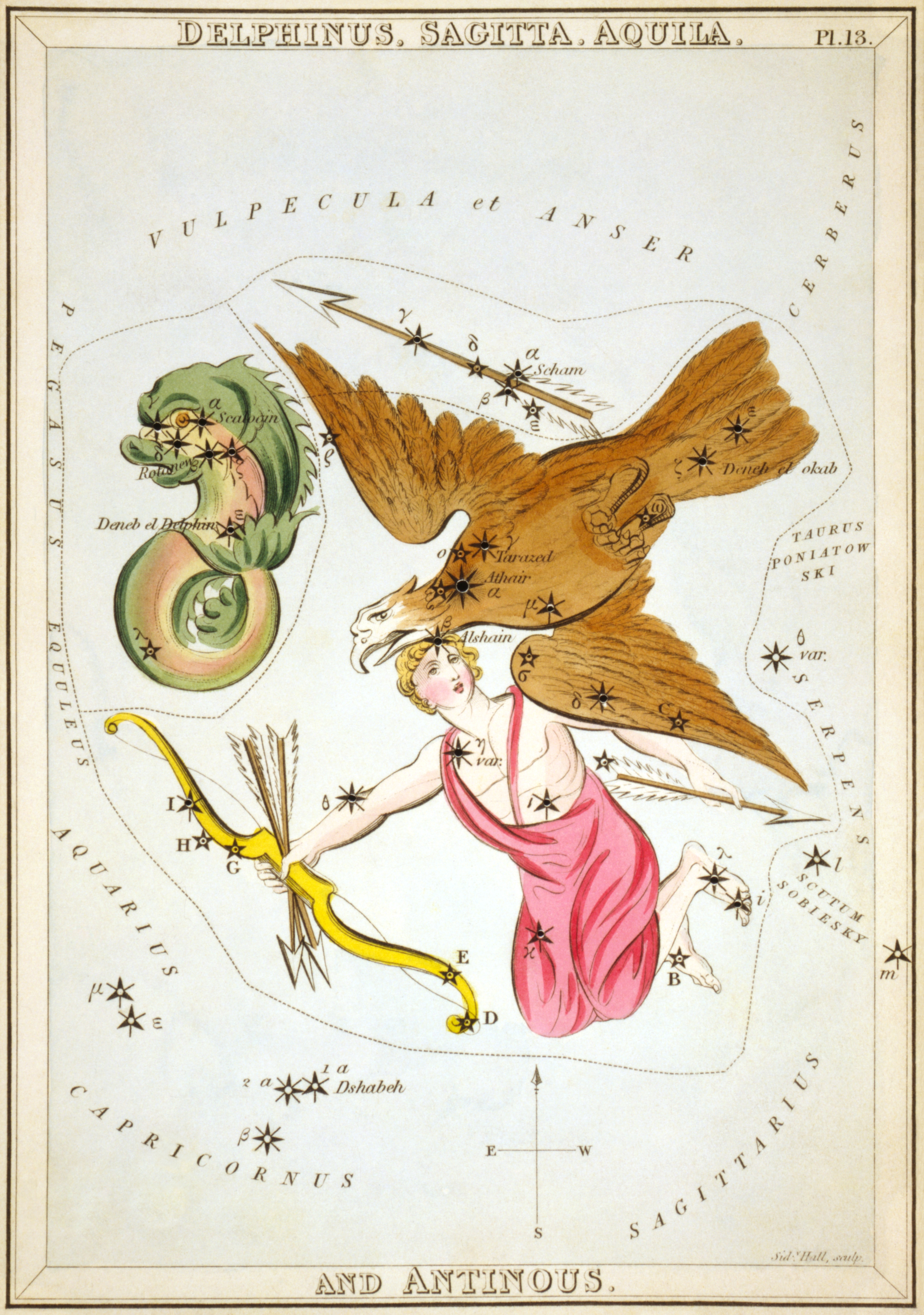
Chòm sao Thiên Tiễn có thể được thấy phía trên chòm sao Thiên Ưng trong bản đồ sao này của Urania's Mirror (1825).

Được người Hy Lạp cổ đại gọi là Oistos (mũi tên), Thiên Tiễn là một trong 48 chòm sao được Ptolemy đề xuất. Mũi tên mà chòm sao này đại diện được coi là vũ khí mà Hercules dùng để giết con đại bàng (Aquila) của thần Jupiter hàng ngày hay đến ăn gan của Prometheus. Thiên Tiễn nằm ngoài rìa phía bắc chòm sao Thiên Ưng (có hình tượng Đại bàng). Nhà tự nhiên học nghiệp dư và nhà bác học Richard Hinckley Allen đề xuất rằng chòm sao này có thể đại diện cho mũi tên do Hercules bắn về phía những con chim Stymphalia (trong kỳ công thứ sáu của Hercules, là những con chim có móng vuốt, mỏ và đôi cánh bằng sắt, ăn thịt người và sống trong những đầm lầy cỏ của Arcadia). Những con chim này được đại diện trên bầu trời bởi chòm sao Thiên Ưng, Thiên Nga và Thiên Cầm, và chòm sao Thiên Tiễn nằm giữa những chòm sao này, do đó có tên là Herculea. Mặt khác, học giả Hy Lạp Eratosthenes cho rằng mũi tên mà chòm sao này đại diện là mũi tên mà Apollo dùng để giết Cyclops. Người La Mã đặt tên đấy là Sagitta (Thiên Tiễn). Trong tiếng Ả Rập, Thiên Tiễn được gọi là al-sahm (mũi tên), nhưng tên này sau đó trở thành Sham, tên mà sau này chỉ dùng để gọi Alpha Sagittae. Tên tiếng Hy Lạp cũng bị dịch sai thành ὁ istos (khung cửi) do đó trong tiếng Ả Rập là al-nawl. Thiên Tiễn còn được gọi là al-'anaza (giáo, lao).

## Đặc điểm
Bốn sao sáng nhất tạo thành một khoảnh sao hình mũi tên nằm ở phía bắc sao Ngưu Lang. Thiên Tiễn có diện tích 79,9 độ vuông, chiếm 0,194% bầu trời. Đây là chòm sao có diện tích lớn thứ 86 trong số 88 chòm sao hiện đại, chỉ đứng trước chòm sao Tiểu Mã và Nam Thập Tự.
Thiên Tiễn được quan sát dễ dàng nhất từ cuối mùa xuân đến đầu mùa thu ở Bắc Bán cầu với đỉnh điểm (nửa đêm) vào ngày 17 tháng 7. Toàn bộ chòm sao này có thể quan sát được từ phía bắc vĩ tuyến 69°N. Thiên Tiễn giáp với chòm sao Hồ Ly ở phía bắc, Vũ Tiên ở phía tây, Thiên Ưng ở phía nam và Hải Đồn ở phía đông.
Liên đoàn Thiên văn Quốc tế thông qua tên viết tắt gồm ba chữ cái của Thiên Tiễn là "Sge" vào năm 1922; nhà thiên văn học người Mỹ Henry Norris Russell đã đề xuất tên viết tắt của Thiên Tiễn là "Sae" dựa vào sở hữu cách của chòm sao này, trong khi phần lớn các chòm sao khác Russell chỉ dựa vào tên Latinh thông thường của chòm sao đó. Giới hạn chính thức của Thiên Tiễn, do nhà thiên văn học người Bỉ Eugène Joseph Delporte đưa ra vào năm 1930, được xác định bởi một đa giác 12 cạnh (được minh họa ở hộp thông tin). Trong hệ tọa độ xích đạo, xích kinh của giới hạn này nằm trong khoảng từ 18h 57,2m đến 20h 20,5m, trong khi xích vĩ nằm trong khoảng từ 16,08° đến 21,64°.

## Thiên thể đáng chú ý

### Sao
Nhà vẽ bản đồ thiên thể Johann Bayer đã đặt định danh Bayer cho 8 ngôi sao trong chòm sao Thiên Tiễn, từ Alpha đến Theta. Nhà thiên văn học người Anh John Flamsteed đã thêm chữ x (bị nhầm là Chi (χ)), y và z cho 13, 14 và 15 Sagittae trong Catalogus Britannicus. Sau này hai nhà thiên văn học John Bevis và Francis Baily đều bỏ đi cả ba chữ cái này.

#### Sao sáng
Ptolemy khi vẽ ra các chòm sao đã để Gamma Sagittae, sao sáng nhất trong chòm sao Thiên Tiễn, là đầu của mũi tên, trong khi Bayer để Gamma, Eta và Theta là thân mũi tên. Gamma Sagittae là một sao khổng lồ đỏ già cách Trái Đất 258±4 năm ánh sáng với quang phổ M0 III, cấp sao biểu kiến là 3,47, khối lượng bằng khoảng 90% khối lượng Mặt Trời, bán kính gấp 54 lần bán kính Mặt Trời và sáng gấp 575 lần độ sáng Mặt Trời. Rất có thể Gamma Sagittae đang trong nhánh khổng lồ đỏ (red-branch giant) của quá trình tiến hóa sao khi đã cạn kiệt hydro ở lõi và hiện đang "đốt" hydro ở lớp vỏ ngoài.
Delta Sagittae là sao sáng thứ hai trong chòm sao Thiên Tiễn và là một hệ sao đôi. Bayer để Delta và Zeta là đầu mũi tên. Hệ Delta Sagittae gồm một sao siêu khổng lồ đỏ có quang phổ M2 II, khối lượng gấp 3,9 và bán kính gấp 152 lần Mặt Trời, và một sao dãy chính xanh trắng có quang phổ B9,5 V, khối lượng gấp 2,9 lần Mặt Trời. Hai ngôi sao quay quanh nhau với chu kỳ 10 năm. Zeta Sagittae là một hệ ba sao cách Trái Đất 326 năm ánh sáng. Hai ngôi sao chính (primary) và thứ cấp (secondary) trong hệ sao này là sao loại A.
Trong Uranometria, Bayer để Alpha, Beta và Epsilon Sagittae là vây của mũi tên. Alpha Sagittae (còn có tên là Sham) là một sao khổng lồ sáng vàng có quang phổ G1 II, cấp sao biểu kiến là 4,38 và cách Trái Đất khoảng 382±8 năm ánh sáng. Với khối lượng gấp 4 lần Mặt Trời, Alpha Sagittae đang giãn nở với bán kính gấp 20 và sáng gấp 340 lần Mặt Trời. Cũng có cấp sao 4,38, Beta Sagittae là một sao khổng lồ loại G cách Trái Đất 420±10 năm ánh sáng. Beta Sagittae có độ tuổi ước tính khoảng 129 triệu năm, khối lượng gấp 4,33 lần Mặt Trời và đang giãn nở với bán kính gấp khoảng 27 lần Mặt Trời. Epsilon Sagittae là một sao đôi quang học biểu kiến với các sao thành viên có thể quan sát được bằng kính viễn vọng nhỏ. Với cấp sao biểu kiến là 5,77, sao chính trong hệ sao quang học biểu kiến Epsilon Sagittae là một sao khổng lồ vàng có độ tuổi khoảng 331 triệu năm, quang phổ G8 III và nặng gấp khoảng 3,09 lần Mặt Trời, cũng như đang giãn nở với bán kính gấp 18,37+0,65
−0,88 lần Mặt Trời. Ngôi sao này cách Trái Đất 580±10 năm ánh sáng. Sao đồng hành trong hệ cách sao chính 87,4 giây cung và có cấp sao 8,35. Đây là một sao siêu khổng lồ xanh cách Trái Đất 7.000 năm ánh sáng vốn không liên quan đến sao chính.
Eta Sagittae là một sao khổng lồ cam có quang phổ K2 III và cấp sao 5,09. Cách Trái Đất 155,9±0,9 năm ánh sáng, Eta Sagittae có 61,1% khả năng là thành viên của dòng sao (stream of star) Hyades–Pleiades có chung chuyển động trong không gian. Theta Sagittae là một hệ sao đôi quang học với các sao thành viên cách nhau 12 giây cung, cả hai đều có thể quan sát bằng kính viễn vọng nhỏ. Với cấp sao 6,5, sao sáng hơn trong hệ là một sao dãy chính vàng trắng với quang phổ F3 V và cách Trái Đất 146,1±0,2 năm ánh sáng. Sao đồng hành là một sao dãy chính với quang phổ G5 V và cấp sao 8,8. Một sao khổng lồ cam có cấp sao 7,4, quang phổ K2 III và cách Trái Đất 842±9 năm ánh sáng cũng có thể quan sát thấy ở khoảng cách 91″ từ cặp sao đôi.

#### Sao biến quang

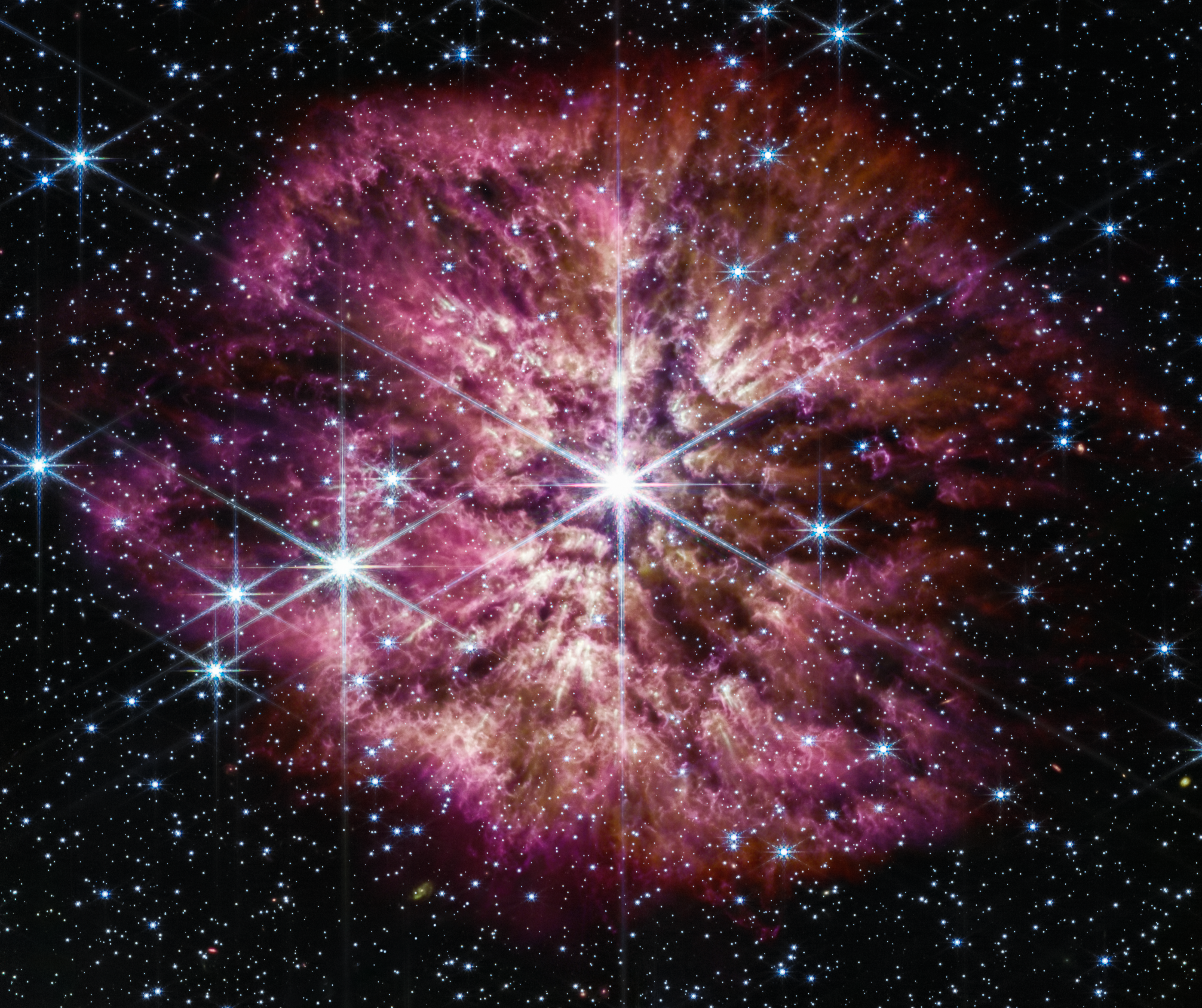
Hình ảnh chụp WR 124 ở Thiên Tiễn bởi Kính viễn vọng không gian James Webb. Hình ảnh được chụp bằng thiết bị NIRCam kết hợp với MIRI của James Webb.

Sao biến quang thường là đối tượng chú ý của các nhà thiên văn học nghiệp dư; những quan sát của các nhà thiên văn nghiệp dư mang lại đóng góp có giá trị cho việc tìm hiểu hành vi của sao. R Sagittae là một sao thuộc lớp sao biến quang RV Tauri hiếm gặp với cấp sao thay đổi trong khoảng từ 8,2 đến 10,4. Ngôi sao này cách Trái Đất khoảng 8.100 năm ánh sáng. R Sagittae có bán kính gấp 61,2+12,4
−9,9 lần và sáng gấp 2.329+744
−638 lần Mặt Trời, nhưng rất có thể R Sagittae có khối lượng nhỏ hơn Mặt Trời. Là một ngôi sao già, R Sagittae đã tiến hóa ra khỏi nhánh tiệm cận khổng lồ và trong tương lai sẽ trở thành một tinh vân hành tinh. FG Sagittae là một sao "born again" (tạm dịch là "tái sinh") có độ sáng lớn cách Trái Đất khoảng 4.000 năm ánh sáng. FG Sagittae kích hoạt lại phản ứng tổng hợp heli vỏ ngay trước khi trở thành sao lùn trắng, đầu tiên trở thành sao siêu khổng lồ xanh và sau đó trở thành sao siêu khổng lồ loại K trong vòng chưa đầy 100 năm. FG Sagittae được bao quanh bởi một tinh vân hành tinh mờ (cấp sao biểu kiến là 23), Henize 1–5, hình thành khi FG Sagittae lần đầu tiên tiến hóa ra khỏi nhánh tiệm cận khổng lồ.
S Sagittae là một sao biến quang Cepheid cổ điển với cấp sao thay đổi trong khoảng từ 5,24 đến 6,04 mỗi 8,38 ngày. Đây là một sao siêu khổng lồ vàng trắng biến động giữa các loại quang phổ F6 Ib và G5 Ib. Ngôi sao này có khối lượng gấp khoảng 6 hoặc 7 lần Mặt Trời, sáng gấp 3.500 lần Mặt Trời và cách Trái Đất khoảng 5.100 năm ánh sáng. HD 183143 là một sao cực siêu khổng lồ có độ sáng lớn cách Trái Đất khoảng 7.900 năm ánh sáng. Các nhà thiên văn học cũng đã tìm thấy trong quang phổ của ngôi sao này dải hồng ngoại của các phân tử buckminsterfuleren bị ion hóa. WR 124 là một sao Wolf–Rayet chuyển động với tốc độ lớn được bao quanh bởi một tinh vân gồm khí bị phát ra.
U Sagittae là một hệ sao đôi che khuất với cấp sao thay đổi trong khoảng từ 6,6 đến 9,2 mỗi 3,4 ngày, làm cho ngôi sao này trở thành đối tượng quan sát thích hợp cho những người quan tâm đến thiên văn có kính viễn vọng nhỏ. Có hai sao thành viên trong hệ U Sagittae: một sao xanh trắng có quang phổ B8 V và một sao già đang nguội đi và giãn nở thành một sao gần mức khổng lồ vàng có quang phổ G4 III-IV. Hai ngôi sao này quay quanh nhau đủ gần để sao gần mức khổng lồ lạnh hơn lấp đầy thùy Roche (Roche lobe) của nó và truyền vật chất đến sao nóng hơn, và do đó đây là một hệ sao đôi bán tách rời (semidetached binary system). Hệ sao này cách Trái Đất 900±10 năm ánh sáng. Gần U Sagittae là X Sagittae, một sao biến quang bán đều đặn (semiregular variable star) với cấp sao thay đổi trong khoảng từ 7,9 đến 8,4 mỗi 196 ngày. Là một sao carbon, X Sagittae có nhiệt độ bề mặt khoảng 2.576 K.
Gần 18 Sagittae là V Sagittae, nguyên mẫu của các sao biến quang V Sagittae, sao biến quang biến động lớn (cataclysmic variable star) và đây cũng là một nguồn tia X siêu mềm (super soft X-ray source). V Sagittae dự kiến sẽ trở thành tân tinh phát ra ánh sáng đỏ (luminous red nova) khi hai sao trong hệ hợp nhất. Khi đó V Sagittae sẽ nhanh chóng trở thành sao sáng nhất trong Dải Ngân Hà và trở thành một trong những sao sáng nhất trên bầu trời Trái Đất vào khoảng năm 2083. WZ Sagittae là một sao biến quang biến động lớn khác gồm một sao lùn trắng có khối lượng bằng khoảng 85% khối lượng Mặt Trời và một sao đồng hành có khối lượng thấp được cho là một sao lùn nâu có quang phổ L2 chỉ có khối lượng bằng 8% khối lượng Mặt Trời. Tuy bình thường cấp sao chỉ là 15, độ sáng của ngôi sao này tăng lên đột ngột vào năm 1913, 1946 và 1978 và có thể quan sát được bằng ống nhòm. PSR B1957+20 là sao xung miligiây thứ hai từng được phát hiện. Đây là một sao neutron nặng đang khiến sao đồng hành có kích thước sao lùn nâu dần tiêu biến, khiến tín hiệu vô tuyến từ sao xung này yếu đi khi chúng đi qua vật chất từ sao đồng hành.

#### Sao với ngoại hành tinh
HD 231701 là một sao dãy chính có quang phổ F8 V cách Trái Đất khoảng 355 năm ánh sáng. Năm 2007, các nhà thiên văn học đã sử dụng phương pháp vận tốc xuyên tâm (radial velocity) để phát hiện ra HD 231701 b, một hành tinh tương tự Sao Mộc quay quanh HD 231701. Hành tinh này cách ngôi sao chủ 0,57 AU và hoàn thành một vòng quỹ đạo quanh sao chủ mỗi 141,6 ngày. Hành tinh này có khối lượng ít nhất bằng 1,13 lần khối lượng Sao Mộc.
Cách Trái Đất 819±9 năm ánh sáng, HAT-P-34 là một ngôi sao có khối lượng gấp 1,392±0,047 lần, bán kính gấp 1,535+0,135
−0,102 lần và sáng gấp 3,63+0,75
−0,51 lần Mặt Trời, và có cấp sao biểu kiến là 10,4. Năm 2012, các nhà nghiên cứu thiên văn đã phát hiện ra một hành tinh có khối lượng gấp 3,328±0,211 lần Sao Mộc đang quá cảnh (transit) sao chủ. Với định danh HAT-P-34 b, hành tinh này có nhiệt độ bề mặt ước tính là 1.520 ± 60 K và hoàn thành một vòng quỹ đạo quanh sao chủ mỗi 5,45 ngày. Khoảng cách giữa hành tinh này với sao chủ là 0,06 AU.
Wendelstein-1 là một ngôi sao có quang phổ K7 V cách Trái Đất 305,300+3,002
−2,945 parsec (khoảng 996 năm ánh sáng). Năm 2020, các nhà nghiên cứu thiên văn đã áp dụng phương pháp quá cảnh để khám phá ra Wendelstein-1 b, một Sao Mộc nóng quay quanh Wendelstein-1. Hành tinh này có khối lượng gấp 0,592+0,165
−0,129 lần khối lượng Sao Mộc, bán kính gấp 1,0314+0,0061
−0,0061 lần bán kính Sao Mộc và có chu kỳ quỹ đạo là 2,66 ngày.
Wendelstein-2 là một ngôi sao có quang phổ K6 V cách Trái Đất 565,541+14,296
−13,619 parsec (khoảng 1.845 năm ánh sáng). Năm 2020, Wendelstein-2 b được phát hiện cùng với Wendelstein-1 b bằng phương pháp quá cảnh. Wendelstein-2 b là một Sao Mộc nóng có khối lượng gấp 0,731+0,541
−0,311 lần và bán kính gấp 1,1592+0,0204
−0,0210 lần Sao Mộc, và có chu kỳ quỹ đạo là 1,75 ngày.
15 Sagittae là một sao tương tự Mặt Trời có cấp sao biểu kiến là 5,80 với khối lượng gấp 1,08±0,04 lần, bán kính gấp 1,115±0,021 lần và sáng gấp 1,338±0,03 lần Mặt Trời. Một sao lùn nâu đồng hành có quang phổ L4 đang quay quanh sao chính với chu kỳ quỹ đạo là khoảng 73,3 năm. Sao lùn nâu này có kích thước tương đương Sao Mộc nhưng nặng gấp 69 lần Sao Mộc và có nhiệt độ bề mặt trong khoảng 1.510 đến 1.850 K. Hệ sao này ước tính có độ tuổi là 2,5±1,8 tỷ năm.

### Thiên thể bầu trời sâu

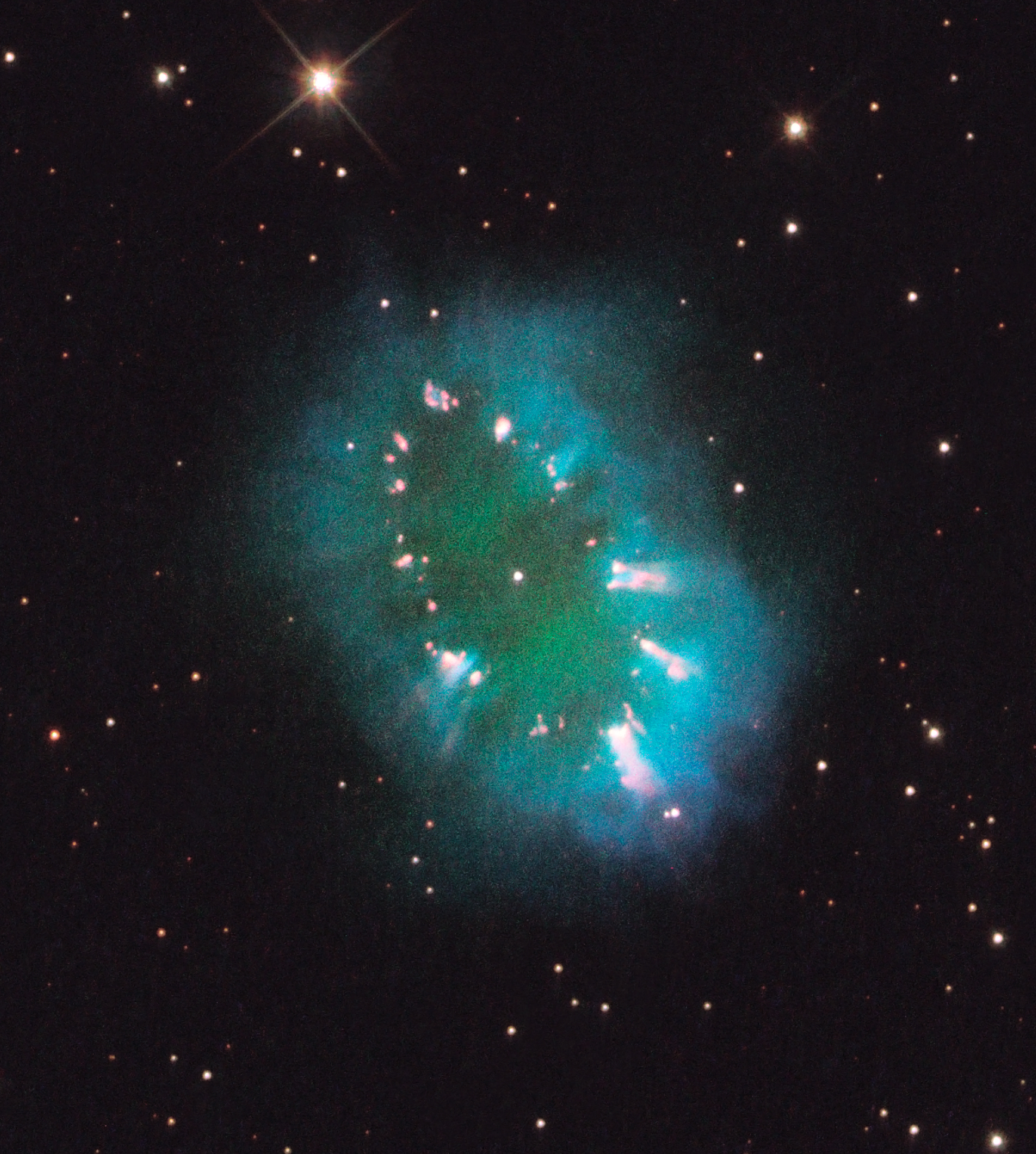
Hình ảnh chụp tinh vân PN G054.2-03.4 bởi Kính viễn vọng không gian Hubble.

Dải nhìn thấy của Ngân Hà và Great Rift, một nhóm các đám mây bụi tối chia dọc theo dải sáng của Ngân Hà, đi qua chòm sao Thiên Tiễn, với Alpha, Beta và Epsilon Sagittae nằm ở rìa của Rift. Nằm giữa Beta và Gamma Sagittae là Messier 71, một cụm sao cầu cách Trái Đất khoảng 13.000 năm ánh sáng. Đây là một cụm sao cầu có mật độ nhỏ nhưng đôi khi bị nhầm lẫn với một cụm sao mở dày đặc. Nhà thiên văn học người Pháp Philippe Loys de Chéseaux là người đầu tiên phát hiện Messier 71 vào năm 1745 hoặc 1746. Cụm sao cầu này có khối lượng gấp khoảng 53.000 lần và độ sáng gấp khoảng 19.000 lần Mặt Trời.
Có hai tinh vân hành tinh đáng chú ý trong chòm sao Thiên Tiễn: ở giữa tinh vân NGC 6886 là một ngôi sao hậu AGB nóng có khối lượng bằng 55% khối lượng Mặt Trời nhưng có độ sáng gấp 2.700 ± 850 lần độ sáng Mặt Trời và nhiệt độ bề mặt là 142.000 K, và tinh vân bao quanh đã giãn nở trong khoảng 1.280 đến 1.600 năm. Ralph Copeland phát hiện ra tinh vân này vào năm 1884.
Tinh vân PN G054.2-03.4, ban đầu là một hệ sao đôi mà hai sao thành viên ở gần nhau, một sao thành viên trong hệ nuốt chửng sao thành viên còn lại khi nó giãn nở trở thành một sao khổng lồ. Ngôi sao nhỏ hơn vẫn duy trì quỹ đạo bên trong sao lớn hơn. Tốc độ quay của sao nhỏ hơn tăng lên rất nhiều, dẫn đến việc sao nhỏ hơn hất các lớp bên ngoài của nó vào không gian, tạo nên một tinh vân hình vòng với các chấm khí sáng hình thành từ các cụm vật chất sao. Được phát hiện vào năm 2005, tinh vân này rộng khoảng 2 năm ánh sáng, kích thước 0,35′. Cả hai tinh vân NGC 6886 và PN G054.2-03.4 đều cách Trái Đất khoảng 15.000 năm ánh sáng.